# Euptychia sophiae
Euptychia sophiae es una especie de insecto lepidóptero de la familia Nymphalidae. Se encuentra en el extremo oeste de Brasil y en Loreto (noreste de Perú). Mide de entre 18-19 mm.